# Taos (Nowy Meksyk)
Taos – miasto w amerykańskim stanie Nowy Meksyk, w hrabstwie o tej samej nazwie. W 2000 roku było zamieszkane przez 4700 osób.
Około 1,6 km na północ od miejscowości leży Taos Pueblo, należące do Indian Pueblo, będące na liście światowego dziedzictwa UNESCO, uznawane za jedno z najdłużej zamieszkałych miejsc na terenie Stanów Zjednoczonych.